# IC 3304
IC 3304 ist eine Galaxie vom Hubble-Typ S/P im Sternbild Haar der Berenike am Nordsternhimmel.
Das Objekt wurde am 23. März 1903 von dem deutschen Astronomen Max Wolf entdeckt.